# وزارة الصناعة (لبنان)
وزارة الصناعة هي الوزارة المنوط بها الاشراف على الصناعة داخل الجمهورية اللبنانية ومقرها بيروت.

## مهمات وزارة الصناعة
تعنى وزارة الصناعة بشؤون القطاع الصناعي والإسهام في تنميته وتنشيطه والسهر على تطبيق القوانين والانظمة المتعلقة بالشؤون والقضايا الصناعية على مختلف انواعها، واتخاذ التدابير اللازمة من اعداد وتنسيق وتنفيذ لتعزيز الصناعة الوطنية وانمائها وحمايتها وتطويرها ومعالجة شؤونها من خلال سياسة عامة تحفظ التوازن الاقتصادي. وهي تتولى بصورة خاصة:
- تنظيم الصناعات الوطنية وتنسيقها وحمايتها وتطويرها واعداد وتنفيذ الخطط اللازمة لانشاء صناعات جديدة وتطوير الصناعات القائمة تحقيقا للتنمية الصناعية التي تفيد الاقتصاد الوطني.
- الترخيص بتأسيس المـؤسسات الصناعية بما فيها المؤسسات المنشأة داخل المناطق والمدن الصناعية وفاقا لأحكام هذا القانون والانظمة المتخذة تطبيقا له.
- المساعدة على تأسيس صناعات جديدة وعلى تأمين الخدمات العامة التي تؤدي إلى تنمية الصناعة الوطنية وإلى دفع انتاجيتها وإلى تدني تكاليف الإنتاج.
- اقتـراح إنشاء المدن والمناطق الصناعية وابداء الرأي في جميع المشاريع والتصاميم العائدة لها.
- اتخاذ التدابير الآيلة لتشجيع الصناعات الوطنية.
- استلام طلبات الحماية الجمركية والدعم من الصناعيين ودراستها وتقديم الاقتراحات، بالتنسيق مع وزارة المالية وبعد أخذ رأي وزارة الاقتصاد والتجارة، إلى مجلس الوزراء الذي يقرر التعديلات بمراسيم يتخذها بناء على اقتراح وزيري الصناعة والمالية.
- مكافحة الإغراق ومكافحة حالات منح التصدير وسواها من المساعدات المعتبرة بمثابة الإغراق والتي من شأنها الحاق الضرر بالصناعة الوطنية، على ان توضع الوسائل الجمركية منها بالتعاون مع المجلس الأعلى للجمارك وبعد أخذ رأي وزارة الاقتصاد والتجارة.
- مراقبة مدى استمرار توافر شروط الترخيص للمؤسسة الصناعية ومراقبة الجودة.
- الاهتمام بالتشريع الصناعي والاشتراك في تحضير الاتفاقات الدولية المتعلقة بالصناعة أو بالإنتاج الصناعي، وذلك بالتعاون مع الوزارات والادارات المختصة.
- العناية بقضايا الهيئات الوطنية والإقليمية والدولية المهتمة بشؤون الصناعة والصناعيين.
- التنسيق مع وزارة الاقتصاد والتجارة في اقامة المعارض الصناعية المحلية والاشتراك بالمعارض الصناعية الدولية، والعمل بمختلف الوسائل الاعلامية والاعلانية وبالتعاون مع الادارات والمؤسسات والهيئات المختصة من اجل تشجيع استهلاك المنتجات الصناعية الوطنية وتصديرها.
- الإسهام في رفع المستوى التقني لليد العاملة اللبنانية والتشجيع على توفير الكفاءات الفنية الضرورية لنمو القطاع الصناعي، وكذلك ابداء الرأي والتنسيق مع وزارة التعليم المهني والتقني في الخطط والبرامج المعدة لتعزيز التعليم المهني والتقني واقامة المدارس والمعاهد المهنية والتقنية والتكنولوجية على مختلف انواعها ومستوياتها التعليمية.
- العمل والتنسيق مع مختلف الوزارات والمؤسسات والهيئات المعنية من اجل انماء القطاع الصناعي.
- وضع الاحصاءات الصناعية وجمع المعلومات والمعطيات اللازمة لدرس مجالات التوظيف في المشاريع الصناعية في لبنان ومجالات تصريف المنتجات الصناعية الوطنية في الاسواق الداخلية والخارجية.[1]

## مصالح ودوائر الوزارة
- مكتب الوزير
- مكتب المدير العام
- مصلحة الديوان
- المصلحة التقنية
- مصلحة التراخيص الصناعية
- مصلحة الدراسات الاقتصادية والإنماء الاقتصادي
- مصلحة المعلومات الصناعية
- المصالح الإقليمية

## هيكلية الوزارة
- الإدارة المركزية.
- المصالح الإقليمية.

ويرتبط بهذه الوزارة:
- مؤسسة المقاييس والمواصفات اللبنانية.
- معهد البحوث الصناعية.
- هيئة إنشاء وإدارة مراكز التجمع الصناعي.

تتكون الإدارة المركزية من:
- المديرية العامة للصناعة.[2]

## وزراء الصناعة
| اسم الوزير        | من         | الى        |
| بيار حلو          | 27/5/1972  | 25/4/1973  |
| زكريا النصولي     | 25/4/1973  | 8/7/1973   |
| توفيق عساف        | 8/7/1973   | 31/10/1974 |
| لويس أبو شرف      | 31/10/1974 | 23/5/1975  |
| نور الدين الرفاعي | 23/5/1975  | 11/7/1975  |
| غسان التويني      | 11/7/1975  | 9/12/1976  |
| سليم الحص         | 9/12/1976  | 16/7/1979  |
| أنور الصباح       | 16/7/1979  | 25/10/1980 |
| محمد يوسف بيضون   | 25/10/1980 | 8/10/1982  |
| جورج افرام        | 7/10/1982  | 29/4/1984  |
| فكتور قصير        | 30/4/1984  | 22/9/1988  |
| إدغار معلوف       | 22/9/1988  | 13/10/1989 |
| سورين خان اميريان | 22/9/1988  | 25/11/1989 |
| علي الخليل        | 25/11/1989 | 23/12/1990 |
| محمد جارودي       | 24/12/1990 | 15/5/1992  |
| شاهي برصوميان     | 16/5/1992  | 30/10/1992 |
| اسعد رزق          | 31/10/1992 | 25/5/1995  |
| شاهي برصوميان     | 25/5/1995  | 6/11/1996  |
| شاهي برصوميان     | 7/11/1996  | 2/12/1998  |
| نديم سالم         | 5/6/1997   | 2/12/1998  |
| ناصر السعيدي      | 4/12/1998  | 25/10/2000 |
| جورج افرام        | 26/10/2000 | 8/4/2003   |
| ايلي سكاف         | 17/4/2003  | 25/10/2004 |
| ليلى الصلح        | 26/10/2004 | 28/2/2005  |
| بسام يمين         | 19/4/2005  | 18/7/2005  |
| بيار الجميل       | 19/7/2005  | 21/11/2006 |
| غازي زعيتر        | 11/7/2008  | 9/11/2009  |
| ابراهام دده يان   | 9/11/2009  | 13/6/2011  |
| ڨريج صابونجيان    | 13/6/2011  | 14/2/2014  |
| حسين الحاج حسن    | 14/2/2014  |            |

## وصلات خارجية
- وزارة العمل